# Apharetra
Apharetra is een geslacht van vlinders van de familie Uilen (Noctuidae), uit de onderfamilie Cuculliinae.

## Soorten
- A. californiae McDunnough, 1946
- A. dentata Grote, 1875
- A. purpurea McDunnough, 1940
- A. pyralis Smith, 1896